# San José Boxay
San José Boxay är en ort i Mexiko.   Den ligger i kommunen Francisco I. Madero och delstaten Hidalgo, i den sydöstra delen av landet, 90 km norr om huvudstaden Mexico City. San José Boxay ligger 2 001 meter över havet och antalet invånare är 1 037.
Terrängen runt San José Boxay är varierad. Runt San José Boxay är det tätbefolkat, med 356 invånare per kvadratkilometer. Närmaste större samhälle är San Salvador, 9,4 km öster om San José Boxay. Trakten runt San José Boxay består till största delen av jordbruksmark.